# 職業 (教科)
教科における職業（しょくぎょう）は、かつて中学校の教科に含まれていた科目。現状での教科としては、特別支援学校高等部の普通教科の一つに位置づけられている。

## 概要
職業科は、昭和22年学習指導要領試案から昭和30年代の中学校学習指導要領にあった教科である。中学校修了とともに就職する者が多かった時代に、簿記、珠算、工業、農業、水産の基礎、職業実習などといった実務に即した内容を中学校で学ぶ教科であった。実業系の高等学校へ進学する者にとっても、進学後の基礎となる教科だった。職業科の教科は、昭和33年告示の学習指導要領により技術・家庭へ改められるとともに、農業、工業、商業、水産の各教科は選択教科として残された。その後、昭和36年告示の学習指導要領で薬業の選択教科が追加されたが、昭和52年告示の学習指導要領で職業科の教科は選択教科から削除され、義務教育における職業科は消滅した。
知的障害者を対象とする特別支援学校では、中学部に職業・家庭、高等部に職業の教科がそれぞれ位置づけられている。

## 教科に関する科目
- 産業概説
- 職業指導
- 農業
- 工業
- 商業
- 水産
- 農業実習
- 工業実習
- 商業実習
- 水産実習
- 商船実習

## 教育職員免許状関連
現在においても、教育職員免許状の職業科の授与規定は存続しており、以下の免許状が存在している。これらは要件を満たせば、現在でも申請により取得する事が可能となっている。
職業
現在でも大学院での単位取得での取得方法（ただし、すでに一種（旧二級）の免許状があり、それを基礎免許状として専修免許状として取得するケースしかない場合もある）と国家資格による2種類の取得方法が残る。国家資格は、陸上無線技術士、総合無線通信士や三級海技士(航海・機関)などの資格を持ち、一定期間以上の実務経験がある場合、教育職員検定を受ける事により取得することができる。
職業指導
現在も免許状取得が可能だが、ごく一部の大学学部と大学院で取得する方法しかない。
職業実習
法律上は取得方法はある（免許法別表第五に規定がある）が、取得は事実上困難である。

## 職業科教諭免許状の課程が設置されていた大学
| - 東北学院大学 - 東北学院大学短期大学部(廃校) - 大阪学院大学 - 大月短期大学 - 道都大学短期大学部 - 秋田短期大学 - 酒田短期大学 - 水戸短期大学 - 関東短期大学 - 立正大学短期大学部 - 千葉短期大学 - 愛国学園短期大学 - 恵泉女学園短期大学 - 東海大学短期大学部 - 東京経済大学短期大学部 - 東京農業大学短期大学部 - 日本経済短期大学 | - 日本大学短期大学部 - 富士短期大学 - 神奈川大学短期大学部 - 松商学園短期大学 - 浜松短期大学 - 愛知大学短期大学部 - 名古屋女子商科短期大学 - 名城大学短期大学部 - 京都短期大学 - 大阪学院短期大学 - 近畿大学短期大学部 - 徳島文理大学短期大学部 - 長崎外国語短期大学 - 別府大学短期大学部 ほか |